# Gabinete Casimir-Perier
O Gabinete Casimir-Perier foi o ministério formado por Jean Casimir-Perier em 02 de dezembro de 1893 e dissolvido em 22 de maio de 1894. Foi o 33º gabinete da Terceira República Francesa, sendo antecedido pelo Gabinete Dupuy I e sucedido pelo Gabinete Dupuy II.

## Contexto
Jean Casimir-Perier formou um gabinete homogêneo de republicanos moderados (ou oportunistas), rompendo com a política de coalizão com os radicais do gabinete anterior. O governo teve que enfrentar uma nova ameaça anarquista, que se manifestou com a explosão de uma bomba na Assembleia Nacional Francesa em 9 de dezembro de 1893. Este incidente rendeu grande popularidade a Charles Dupuy, chefe do governo anterior, que presidiu a sessão em que ocorreu o atentado e demonstrou grande compostura.
Em maio de 1894, o governo foi derrubado por uma coalizão de "extremistas" (monarquistas e socialistas), após se recusar a permitir que os servidores públicos se sindicalizassem. Casimir-Perier apresentou, então, sua renúncia ao Presidente da República, Sadi Carnot. No dia seguinte, o Presidente pediu a Paul Peytral (ex-ministro das Finanças) que se encarregasse de formar um governo radical, mas este recusou. Em seguida, ele encarregou Henri Brisson de formar um novo gabinete. Este último aceitou a missão, mas não conseguiu cumpri-la. Charles Dupuy foi finalmente chamado para formar um novo governo e aceitou a proposta, sendo novamente nomeado Presidente do Conselho de Ministros em 30 de maio daquele ano.

## Composição

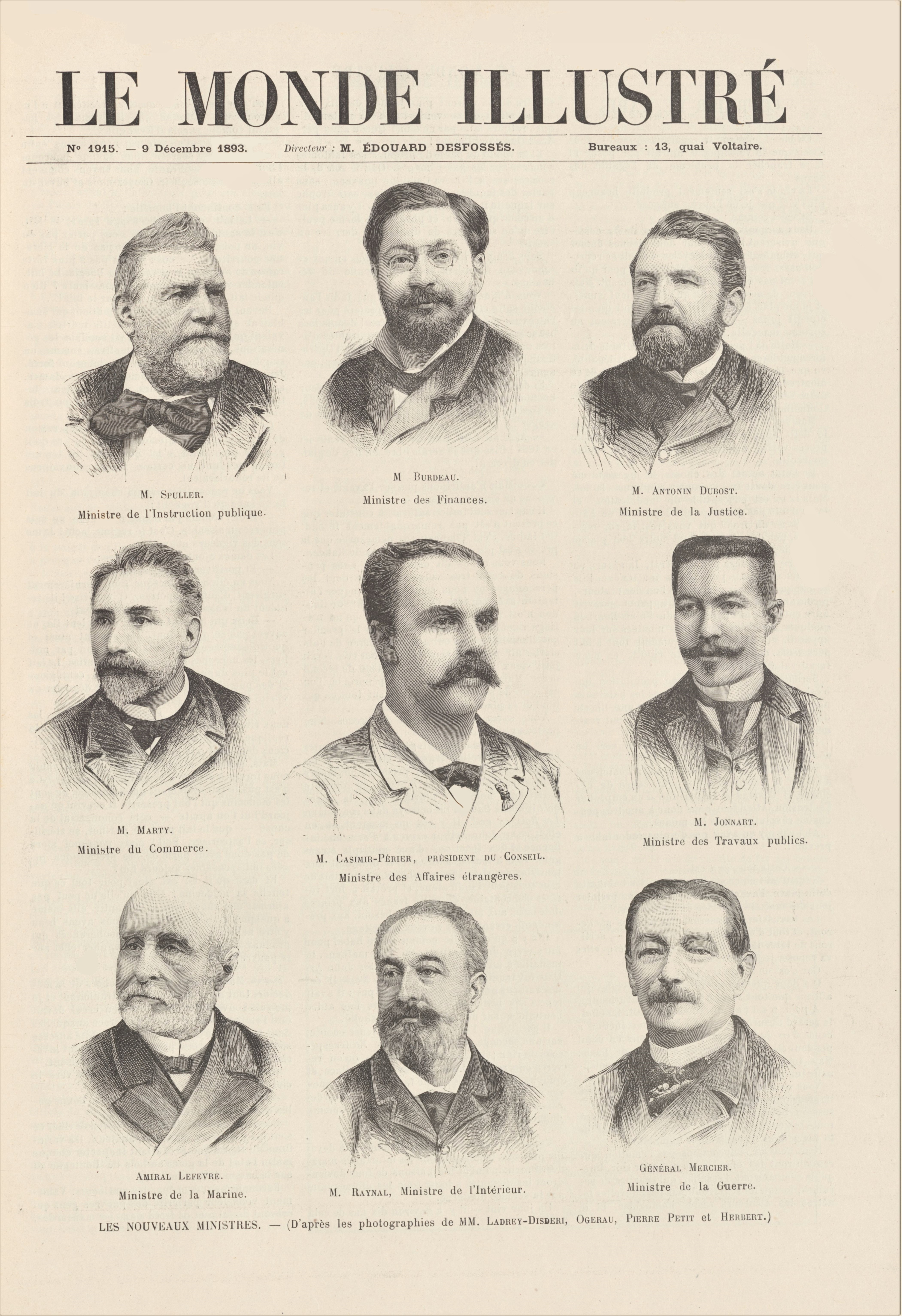
O Gabinete Casimir-Perier em ilustração de 1893.

- Presidente da República: Sadi Carnot
- Presidente do Conselho de Ministros: Jean Casimir-Perier
- Ministro dos Estrangeiros: Jean Casimir-Perier
- Ministro da Justiça: Antonin Dubost
- Ministro do Interior: David Raynal
- Ministro da Guerra: Auguste Mercier
- Ministro das Finanças: Auguste Burdeau
- Ministro da Marinha: Auguste Lefèvre
- Ministro da Instrução Pública, Belas Artes e Cultos: Eugène Spuller
- Ministro das Obras Públicas: Charles Jonnart
- Ministro da Agricultura: Albert Viger
- Ministro do Comércio, Indústria e Colônias: Jean Marty (1893-1894); Ernest Boulanger (1894)

## Realizações
- Aprovação de duas leis destinadas a combater o anarquismo;
- Aproximação do governo com católicos convertidos ("espíritos novos");
- Assinatura de uma convenção militar com o Império Russo.